# Ram Mohan Roy

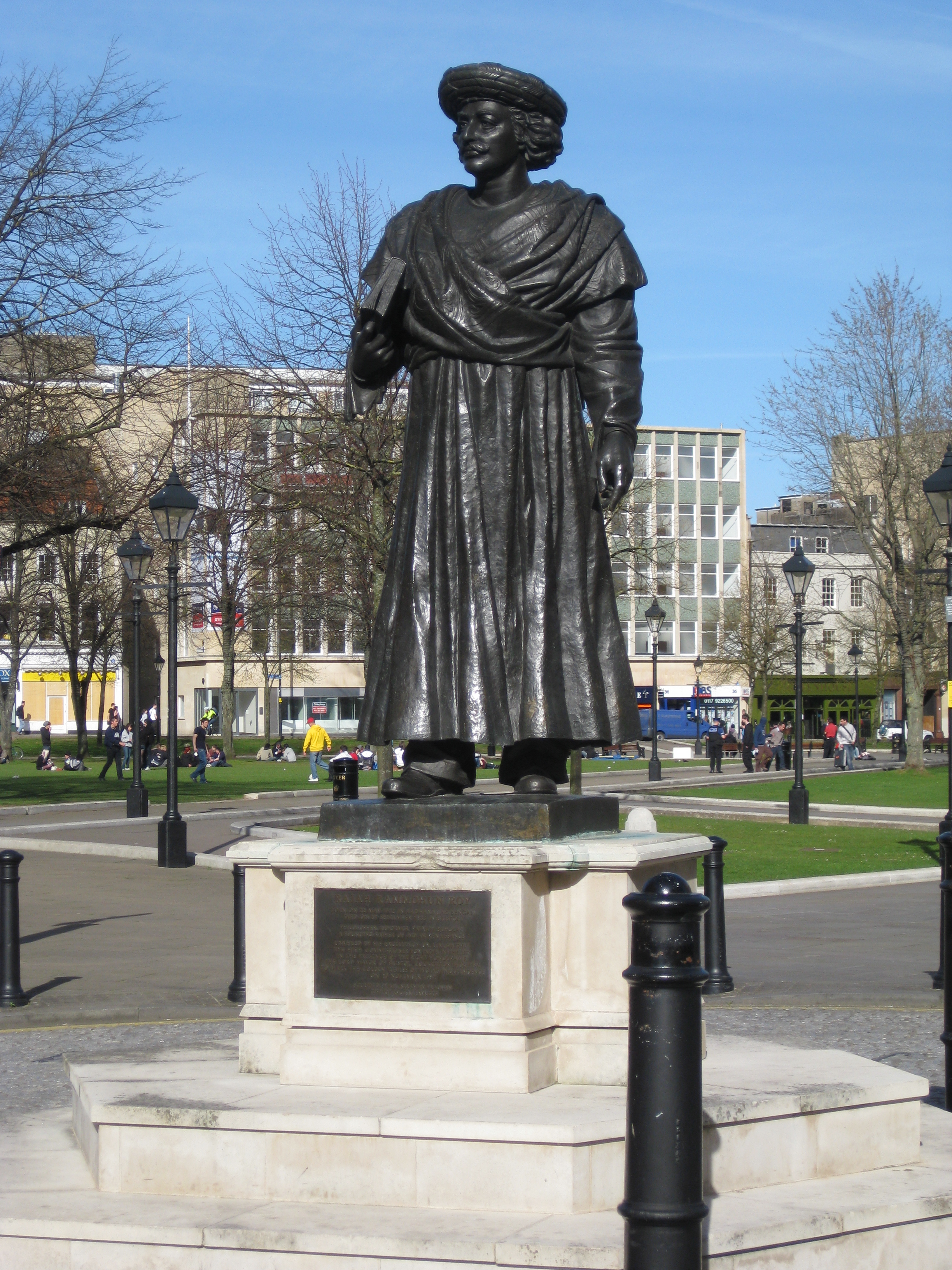
Ram Mohan Roy.

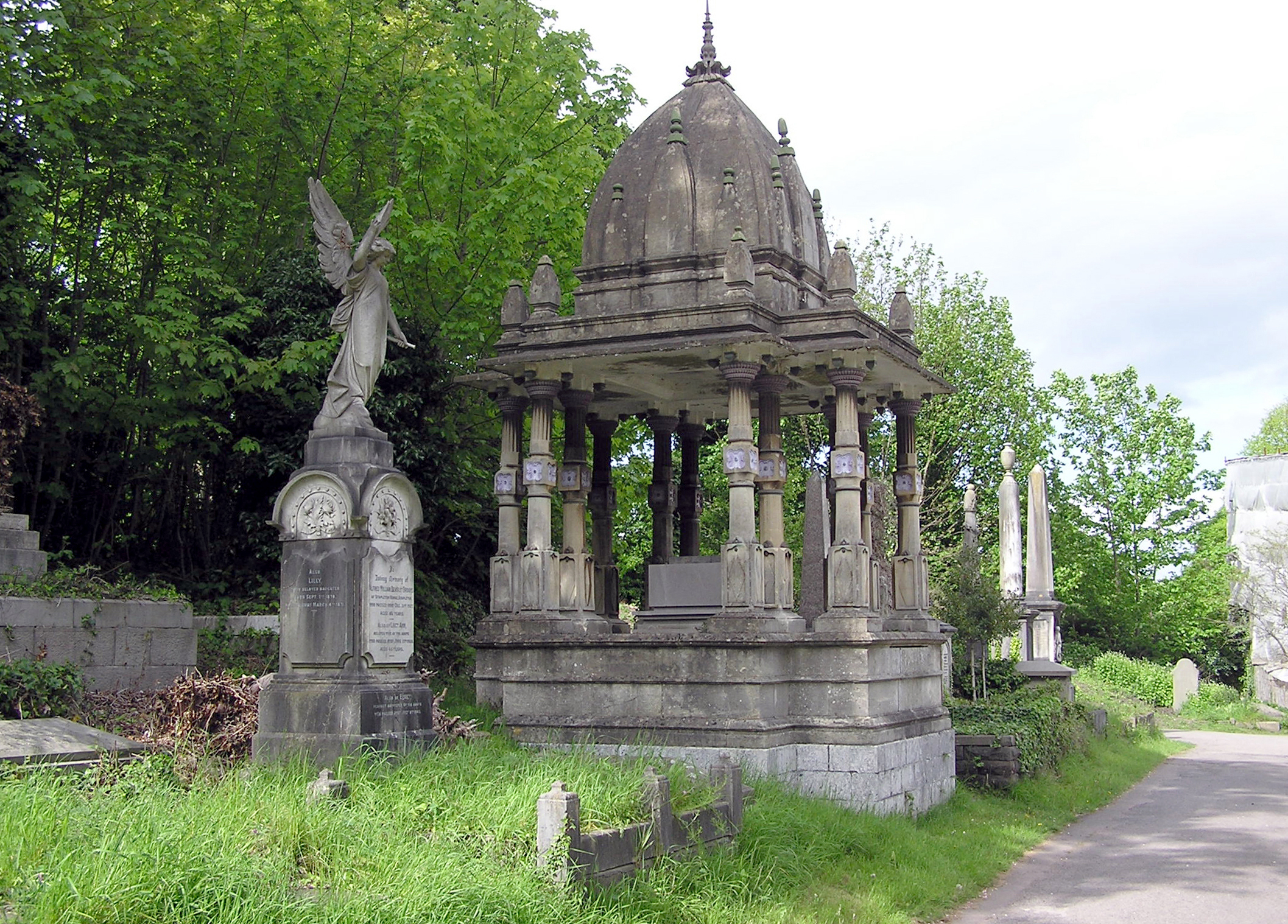
Tumba de Raja Rammohun Roy en el cementerio de Arnos Vale, Bristol, Inglaterra.

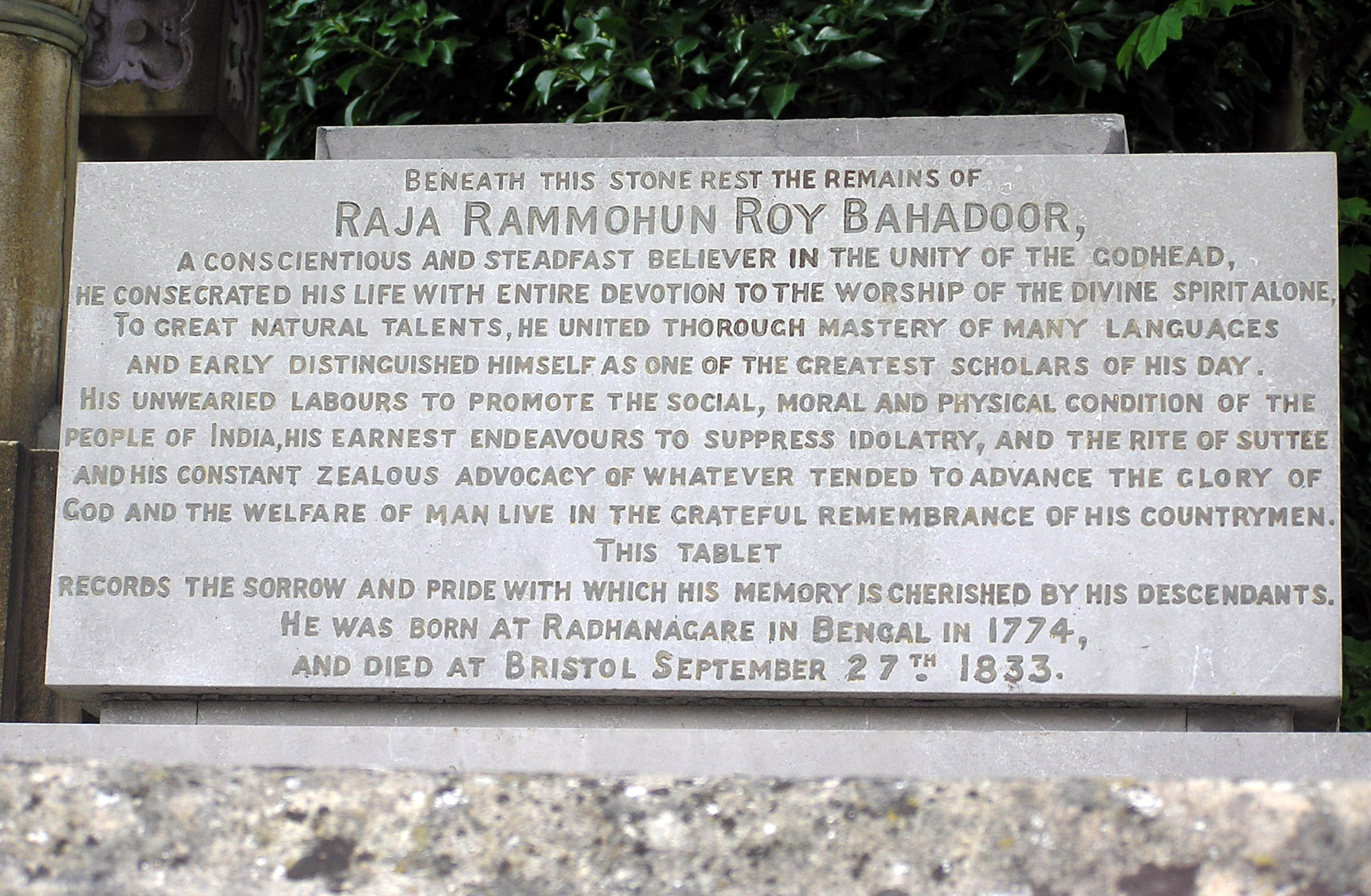
Epitafio de Rammohun Roy en su mausoleo.

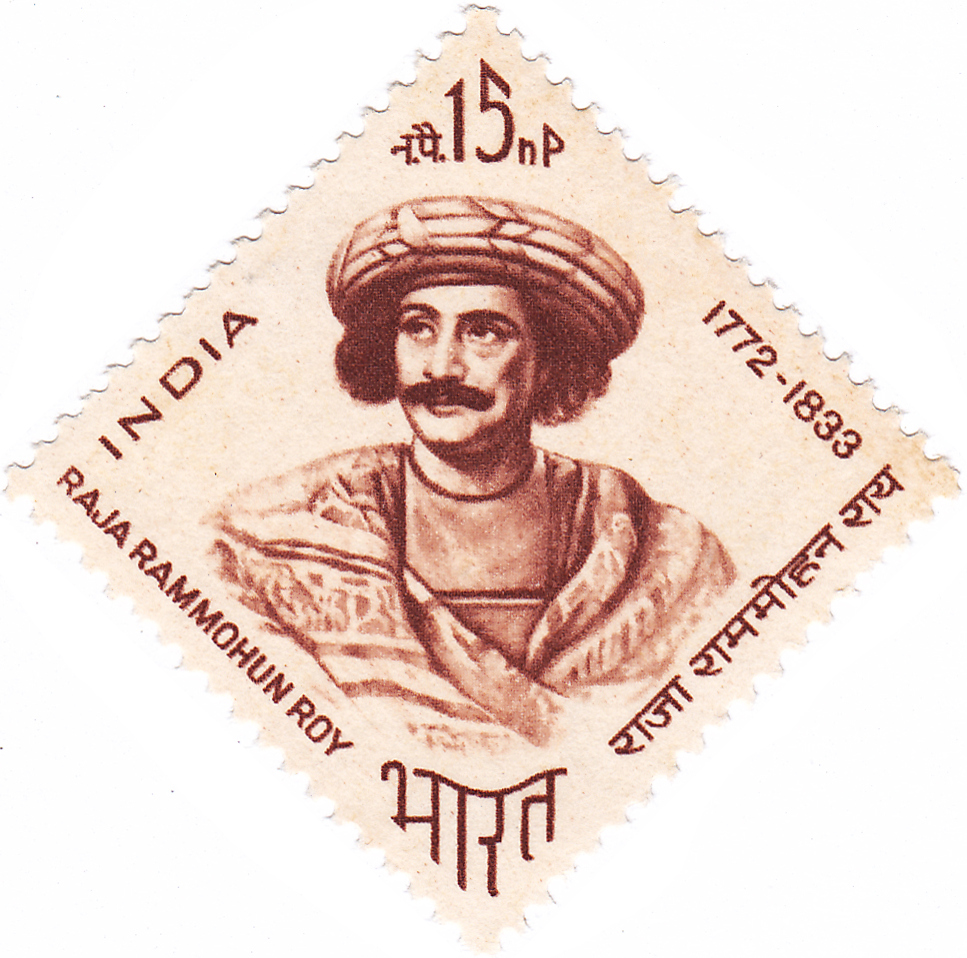
Ram Mohan Roy 1964 sello de la India

Ram Mohan Roy o Rammohun Roy (22 de mayo de 1772-27 de septiembre de 1833) fue uno de los principales intelectuales en la India del siglo XIX.
Fue el líder de un movimiento de reforma social y religiosa conocido como Brahmo samaj, una forma monoteísta del hinduismo centrado en el culto a un único Dios absoluto. Su influencia se hizo notar en los campos de la educación pública y de la administración. Entre otras cosas es célebre por haber propugnado la abolición del sistema de castas y las satí (tradicional inmolación de viudas en las piras funerarias de sus maridos fallecidos), lo que le convierte en uno de los principales reformadores de la India.

## Biografía
Roy nació en Radhanagar (en la provincia de Bengala) en 1772, en el seno de una familia de bráhmanas. Era descendiente de un reformador religioso bengalí del siglo XVI llamado Narottama Thakur (1466–?). Sus padres decidieron darle una educación que lo preparara para la administración pública, por lo que de joven aprendió árabe y persa (que por aquel entonces era la lengua oficial en los sultanatos musulmanes en la India). Al aprender árabe, leyó el Corán, con lo que por primera vez se familiarizó con el monoteísmo; esta sería una de las más profundas influencias intelectuales a lo largo de su vida. 
Su familia materna lo envió a Benarés (una de las ciudades más sagradas del hinduismo) para que estudiara sánscrito, así como el Vedanta sutra y los Upanishad. Al regresar a su hogar paterno a la edad de 16 años entró en conflicto con sus padres por motivo de haber abandonado las antiguas tradiciones religiosas de su familia. Más tarde escribiría que a la edad de dieciséis años había escrito un manuscrito en el que había cuestionado la validez la idolatría de los hindúes, motivo por el cual sus relaciones con su familia se deterioraron, lo cual lo determinó a viajar por su cuenta y alejarse de su familia por unos años. Parece que en sus viajes llegó a conocer el Tíbet. Regresó a su hogar a los diecinueve años de edad (en 1791), tras lo cual se dedicó a administrar las propiedades de su padre.
A los 24 años (1796) aprendió a hablar inglés y en 1797 se mudó a la ciudad de Calcuta, que era por aquel entonces el centro de poder de la Compañía Británica de las Indias Orientales en la India. Allí se convirtió en prestamista primero y después pasó a ser funcionario de la compañía, trabajando como traductor. 
En 1804 publicó su Tuhfat ul Muhwahhidin (regalo para los monoteístas), un tratado en persa en el que criticaba la irracionalidad de las religiones existentes por estar basadas en el engaño, la intolerancia y otros medios de opresión social. En cambio abogaba por la creencia en una divinidad y por la moralidad universal de no hacer daño al prójimo. En 1805 pasó al servicio de un oficial de la Compañía Británica de las Indias Orientales llamado John Digby, quien le ayudó a perfeccionar su inglés y a mejorar sus conocimientos sobre la civilización occidental. Trabajó para Digby en la ciudad de Ragpur hasta 1815, año en el que regresó a Calcuta. Para entonces sus años de servicio a la Compañía y sus actividades como prestamista lo habían convertido en un hombre adinerado. 
A su regreso a Calcuta formó la Atmiya Sabha (sociedad de amigos), en la que se discutía libremente acerca de teología y se sostenían debates acerca de la abolición del sistema de castas, del satí, la poligamia y las restricciones dietéticas. En 1819, debatió el culto de los ídolos en contra de un bráhmana de Madrás llamado Subramanya Shastri. El resultado del debate le fue favorable pero esto le ganó la hostilidad de sus oponentes, los cuales lograron forzarlo a disgregar la Atmiya Sabha.
Por estos años se vio envuelto en conflictos con su sobrino Govinda Prasad Roy, quien quería confiscar las propiedades de Ram Mohan Roy alegando apostasía. Se decía que detrás de estos reclamos estaba la propia madre de Ram Mohan Roy.
Su fuerte oposición a la práctica del satí se remonta a la muerte de su hermano mayor Jagamohan en 1812, tras lo cual su viuda fue obligada a quemarse viva en la pira. Este hecho conmovió a Roy, por lo cual en 1818 escribió un tratado en bengalí y en inglés oponiéndose a esta práctica y trató de forzar a los británicos a que la ilegalizaran. Escribió un segundo tratado sobre la materia en 1820 en el que abogaba por los derechos de las mujeres a la educación. En 1815 publicó el Vedanta sara (la esencia de la doctrina vedanta), un ensayo en bengalí que el siguiente año tradujo al inglés. Entre 1816 y 1819 escribió tratados en bengalí acerca de los Upanishads y también hizo traducciones al inglés. Sus adversarios hindúes lo acusaban de ser un ateo y un destructor de la religión. Se vio obligado a contratar guardaespaldas pues sus enemigos hinduistas lo habían tratado de asesinar. 
Escribió además tratados en los que defendía una visión racional del cristianismo. Afirmaba que las enseñanzas de Jesús le parecían las más adecuadas para conseguir la armonía entre los seres humanos. En sus obras acerca del cristianismo sin embargo ignoraba los milagros que se le atribuían a Jesús en el Nuevo Testamento para no hacerlo parecer como un avatar más a los ojos de los hindúes.
En 1822 estableció una Escuela Anglo-Hindú en lengua inglesa con un currículum de estilo occidental en el que se incluían las ciencias. En 1828 formó el grupo Brahmo Samaj, que fue una organización dentro de la cual los hindúes de casta alta podían practicar el monoteísmo y el universalismo dentro de su propia cultura, pues el movimiento se basaba en el estudio de los textos hinduistas como los Upanishad.
En 1829 logró influenciar a lord William Bentrinck, gobernador general de la India, para que eliminara la práctica del satí. De más está decir que esta medida levantó una gran oposición entre los sectores más conservadores de la sociedad india, los cuales enviaron una representación al Parlamento británico para protestar por esta medida. En respuesta a esta representación Ram Mohan Roy viajó a Gran Bretaña en 1830 para defender la medida del gobernador general. Estando en Inglaterra fue visitado por figuras tan importantes de la vida de aquel país como Robert Owen y Jeremy Bentham. 
En sus gestiones en la lejana metrópli británica, Ram Mohan Roy contrajo meningitis, muriendo en la ciudad de Bristol en 1833, a los 51 años de edad.